# La Lune était bleue
Pour plus de détails, voir Fiche technique et Distribution.
La Lune était bleue (titre original : The Moon Is Blue) est un film américain en noir et blanc réalisé par Otto Preminger, sorti en 1953. Preminger tourne parallèlement une version du film en langue allemande et une en langue anglaise.

## Synopsis
Une actrice délurée, Patty O'Neill, rencontre, au sommet de l'Empire State Building, un riche architecte qui l'invite à dîner chez lui. Il est à la fois charmé et intrigué par le comportement de cette ingénue dégourdie et spontanée. Mais l'ex-fiancée de l'architecte et le père de l'actrice s'invitent également à la soirée.

## Fiche technique
- Titre original : The Moon Is Blue
- Titre français : La Lune était bleue
- Titres en d'autres langues :
  - Die Jungfrau auf dem Dach (La vierge sur le toit)
  - La vergine sotto il tetto (La Vierge sous le toit)
- Réalisation : Otto Preminger
- Scénario : F. Hugh Herbert d'après sa pièce
- Direction artistique : Nicolai Remisoff
- Décors : Edward G. Boyle
- Costumes : Don Loper (en)
- Photographie : Ernest Laszlo
- Son : Jack Solomon
- Conception du générique : Saul Bass
- Musique : Herschel Burke Gilbert
- Paroles des chansons : Sylvia Fine
- Montage : Otto Ludwig, Ronald Sinclair
- Production : Otto Preminger
- Société de production : Otto Preminger Films
- Société de distribution : United Artists (USA)
- Pays de production : États-Unis
- Langue : anglais
- Format : noir et blanc - 1,37:1 - son : Mono
- Genre : Comédie romantique
- Durée : 99 min (version anglaise), 90 min (version allemande)
- Dates de sortie : 
  - Allemagne : 19 juin 1953 (Festival international du film de Berlin)
  - États-Unis : 8 juillet 1953
  - France : 25 septembre 1953

## Distribution anglaise
- William Holden (VF : René Arrieu) : Donald Gresham
- David Niven (VF : Jacques Berthier) : David Slater
- Maggie McNamara (VF : Marcelle Lajeunesse) : Patty O'Neill
- Tom Tully (VF : Pierre Morin) : Michael O'Neill
- Dawn Addams (VF : Nelly Benedetti) : Cynthia Slater
- Fortunio Bonanova : le présentateur télé
- Gregory Ratoff (VF : Raymond Destac) : le chauffeur de taxi
- Hardy Krüger (VF : Claude Péran) : un touriste
- Johannes Heesters : un touriste
- Johanna Matz : une touriste

## Distribution allemande
- Hardy Krüger : Donald Gresham
- Johannes Heesters : David Slader
- Johanna Matz : Patty O'Neill
- Tom Tully : Michael O'Neill
- Dawn Addams : Cynthia Slader
- Fortunio Bonanova : le présentateur télé
- Gregory Ratoff : chauffeur de taxi
- William Holden : un touriste
- Maggie McNamara : une touriste
- Otto Preminger : voix
- Sig Ruman

## Appréciations
« Pour la première fois sur l'écran américain, des mots tels que « vierge », « virginité »,  « vierge professionnelle », « séduction », ont été employés. Cela peut sembler incroyable aux Français et aux Italiens ou encore à quiconque ne serait pas Américain, mais il faut reconnaître que c'est ainsi. Ironiquement, rien d'immoral n'arrive dans le film, personne n'est séduit, et la vierge épouse le beau héros. À l'heure actuelle, c'est le film américain le plus moral. Comparé par exemple à Les hommes préfèrent les blondes, c'est un parangon de sentiments vertueux. »

— Herman G. Weinberg, Cahiers du cinéma no 27, octobre 1953

« Le caractère essentiel de cette histoire est sa fantaisie, son irréalité. Venu du théâtre, le scénario conserve le charme un peu désuet des comédies de Marivaux. Mais le jeu serré de l'intrigue, le dialogue, où fusent sans cesse des répliques vives et spirituelles, permet d'évoquer l'époque la plus brillante de la comédie américaine. »

— Jean Rochereau, La Croix, 2 octobre 1953

## À noter
- La pièce La Lune était bleue avait été montée au théâtre, à Broadway, par Preminger et a été jouée pas moins de 924 représentations[1].

## Récompenses et distinctions

### Récompenses
- Golden Globes : meilleur acteur dans une comédie/comédie musicale, David Niven

### Nominations
- Oscars du cinéma : meilleure actrice dans un rôle principal, Maggie McNamara ; meilleur montage, Otto Ludwig ; meilleure chanson originale The Moon Is Blue, musique Herschel Burke Gilbert, lyrics Sylvia Fine
- BAFTA Awards : meilleur film de toutes sources ; meilleur espoir, Maggie McNamara
- Writers Guild of America : meilleur scénario comique, F. Hugh Herbert